# エルモンドクガ
エルモンドクガ（L紋毒蛾、学名:Arctornis l-nigrum ussuricum）は、チョウ目ドクガ科に属するガの一種である。

## 分布
日本全国、シベリア、朝鮮に分布する。

## 形態
白地にアルファベットの「L」のような模様のある翅を持つ。開張は38 - 53ミリメートル。ドクガ科だが、卵、幼虫、繭、成虫ともに毒針毛を持たない。

## 食草
ケヤキやハルニレを食草とする。